# Bencao beiyao
La pharmacopée chinoise Bencao beiyao 本草備要 « L’essentiel de la matière médicale » en 8 chapitres, traitant de 400 drogues différentes, a été écrite par Wang Ang 汪昂 et publiée en1694 sous la dynastie Qing.
L’auteur s'inscrit clairement dans la lignée des réformes médicales de l'époque Song-Jin-Yuan (960-1368), en poursuivant l'effort de systématisation et de simplification des connaissances médicales. Il va plus loin en mettant l'accent sur la compréhension précise des symptômes et des traitements, ce qui reflète son engagement à rendre la médecine plus accessible et plus efficace pour les praticiens de son temps.
L'héritage de Wang Ang réside dans la popularisation et la simplification de la médecine chinoise, rendant les connaissances pharmacologiques plus facilement utilisables. Son Bencao Beiyao reste une référence pour ceux qui cherchent une approche pratique de la médecine chinoise.
En revanche, cette démarche l’amène à s’éloigner d’une médecine d’observation et de s’appuyer sur un système formel a priori qui n’a jamais pu être confronté aux données empiriques.

## Texte

### Préface
La préface indique

« L'essentiel de la médecine repose avant tout sur l'examen du pouls (mài, 脈). Si l'examen du pouls n'est pas précis, il devient impossible de distinguer le vide du plein, et les traitements d'attaque ou de renforcement pourraient être mal appliqués, ce qui pourrait rapidement compromettre la vie du patient. Ensuite, il est crucial de bien comprendre les propriétés des médicaments. Par exemple, si une maladie affecte un certain méridien, il faut utiliser un médicament spécifique à ce méridien, ou bien un médicament qui peut atteindre d'autres méridiens à travers celui-ci. Ainsi, le principe de « renforcer la mère et de drainer l'enfant » (pumu xiezi 補母瀉子), de soutenir les faibles et de réprimer les forts, présente de nombreuses nuances, et les indications ne sont pas fixes. À moins d'avoir une compréhension complète et approfondie, il est possible non seulement de manquer de réactivité, mais aussi de permettre au mal de triompher du bien. »

— (Traduction de ChatGPT4o)
Wang Ang utilise les principes des Cinq phases 五行 introduits dans le Huangdi Nei jing le « Classique interne de l’empereur Jaune » qui établit des relations entre divers éléments de l’univers situés à des niveaux différents. L’introduction de ces notions formelles pour expliquer l’action des médicaments remonte aux réformateurs de l’époque des dynasties Song (960-1279), Jin (1115-1234) et Yuan (1271-1368). Les médecins de cette période, comme Zhang Congzheng 张从正, Li Dongyuan 李东垣, Zhu Danxi 朱丹溪, et Wang Haogu 王皓古 ont cherché à réformer et à enrichir la théorie médicale.
Le système des correspondances systématiques wuxing est une forme complexifiée de la relation entre microcosme et macrocosme, car elle passe  par une partition du corps et de l’univers en quintuplets.
La correspondance des phases et les organes pleins (zang 脏) se présente ainsi
| Système de correspondances pentanaires |              |              |              |                |               |
| Classe wuxing 五行                     | Bois, mu 木  | Feu, huo 火  | Terre, tu 土 | Métal, jin 金  | Eau, shui 水  |
| Cinq dépôts wuzang 五脏                | Foie, gan 肝 | Cœur, xin 心 | Rate, pi 脾  | Poumon, fei 肺 | Rein, shen 肾 |

Dans l'ensemble des éléments (ou phases, xing 行) de la première ligne, chaque élément a une relation de génération avec un autre élément, appelée relation « mère → enfant », que l’on présente en général sur un cercle comme sur le schéma ci-contre. Ainsi l’eau (représentant les reins) nourrit / engendre le bois (représentant le foie) – voir le chapitre 5 du (Huangdi neijing) Suwen 素问. La relation de génération de chaque élément du quintuplet est calquée sur celle des phases.
La déplétion (xū 虚) signifie un état de faiblesse ou d'insuffisance dans un organe. Pour restaurer l'équilibre, on peut tonifier l'organe en renforçant l'organe mère, c'est-à-dire l'organe qui le nourrit naturellement.
Lorsque le foie est en déplétion, on peut le tonifier en renforçant les reins, son organe mère. En renforçant les reins, on soutient ainsi indirectement le foie.

### Propriétés des médicaments
Dans le chapitre Yàoxìng zǒng yì 藥性總義 « Résumé des propriétés des médicaments » offre au lecteur le spectre complet des fondations théoriques de la pharmaceutique chinoise. Wang Ang développe les règles qui précisent comment les caractéristiques observables des médicaments (saveurs, couleurs, thermo-influences) sont associées à leurs actions sur un organe, dans le cadre de la théorie des wuxing :

« Yàoxìng zǒng yì 藥性總義 « Résumé des propriétés des médicaments »
Les médicaments acides sont associés au bois et pénètrent dans le foie, les amers sont associés au feu et pénètrent dans le cœur, les doux sont associés à la terre et pénètrent dans la rate, les piquants sont associés au métal et pénètrent dans les poumons, et les salés sont associés à l'eau et pénètrent dans les reins. Telle est la signification des cinq saveurs. 
 Les médicaments de couleur verte sont associés au bois et pénètrent dans le foie, les rouges sont associés au feu et pénètrent dans le cœur, les jaunes sont associés à la terre et pénètrent dans la rate, les blancs sont associés au métal et pénètrent dans les poumons, et les noirs sont associés à l'eau et pénètrent dans les reins. Telle est la signification des cinq couleurs. 
Les médicaments acides peuvent resserrer et retenir ; les amers peuvent purger, assécher et raffermir ; les doux peuvent tonifier, harmoniser et ralentir ; les piquants peuvent disperser, humidifier et circuler ; les salés peuvent ramollir et descendre ; les insipides peuvent ouvrir les orifices et favoriser la diurèse. Telle est l'utilisation des cinq saveurs. 
Les médicaments peuvent être froids, chauds, tièdes ou frais, cela relève de leur thermo-influence (qì 气) ; ils peuvent être acides, amers, doux, piquants ou salés, cela relève de leur saveur (wèi 味). Le qi est yang, la saveur est yin. Un qi dense est le yang au sein du yang, un qi léger est le yin au sein du yang ; une saveur dense est le yin au sein du yin, une saveur légère est le yang au sein du yin. Un qi léger se disperse (diffuse), un qi dense génère de la chaleur (assèche et réchauffe) ; une saveur dense abaisse (drainage), une saveur légère ouvre (libère les orifices et élimine l'humidité). Les saveurs piquantes et douces se dispersent et sont yang, les saveurs acides et amères se purgent et sont yin, la saveur salée purifie et est yin, la saveur insipide élimine et est yang. Ce qui est léger et pur s'élève et flotte, et est yang ; ce qui est lourd et trouble descend et s'enfonce, et est yin. Le qi yang sort par les orifices supérieurs, la saveur yin sort par les orifices inférieurs. Le yang clair se diffuse à la surface, le yin trouble circule dans les cinq organes. Le yang clair remplit les quatre membres, le yin trouble retourne aux six viscères. Telle est la signification du yin et du yang. »

— (Traduction de ChatGPT4o)
Les associations données dans le texte sont exactement celles que l’on trouve dans le grand tableau des correspondances systématiques donné dans l’entrée wuxing (cosmologie), conformément aux innovations de la période Jin-Yuan.
L’idée de construire une théorie explicative en proposant des lois simples se heurte au fait que ces hypothèses n’ont aucune base empirique qui permettrait une confrontation au réel. Ces correspondances sont basées parfois sur une certaine homologie entre éléments de niveaux différents mais n’ont aucune réalité physiologique. Aucune observation ou expérimentation ne peut les corroborer ou les infirmer.

### Notices sur les drogues
L’ouvrage analyse ensuite de manière détaillée les principaux remèdes de la médecine chinoise. Voyons par exemple un extrait de la notice sur le huangqi 黃耆 l’astragale (Astragalus mongholicus) :

«  Huangqi (Astragale)
Propriétés : Tonifie le qi (bǔqì 補氣), renforce la surface extérieure (gubiao 固表) [le wei qi], et purge le feu (xiehuo 瀉火). 
 Saveur et nature : Doux et chaud. Utilisé cru, il renforce la surface, favorisant la transpiration lorsqu'il n'y a pas de sueur, et l'arrêtant lorsqu'elle est excessive. (Danxi dit : "L'astragale tonifie fortement le Yang vide, ce qui arrête la transpiration spontanée. Cependant, s'il y a du mal extérieur avec une déficience de la surface, entraînant une incapacité à transpirer, la prise de ce remède peut également provoquer une transpiration spontanée." Zhu Zhenheng, surnommé Danxi, est l'auteur du Bencao buyi). 
 Effets : Réchauffe les muscles, raffermit la peau, purifie le feu yin, et élimine la chaleur des muscles. Lorsqu'il est grillé, il tonifie le centre [du Triple brûleur ] , renforce le qi originel, réchauffe les trois foyers (san jiao 三焦), et fortifie la rate et l'estomac. (Lorsque la rate et l'estomac sont affaiblis, la terre (élément associé à la rate) ne peut plus engendrer le métal (élément associé aux poumons), et ainsi le qi des poumons est le premier à se détériorer. Lorsque la rate et l'estomac sont harmonisés, le qi des poumons est prospère, et la surface extérieure du corps est renforcée. Tonifier le centre revient donc à renforcer la surface extérieure). 
 Autres propriétés : Favorise la production de sang et la croissance des tissus (Le qi peut générer du sang, et lorsque le sang est abondant, la chair se développe. Selon les classiques, « le sang génère la chair » xue sheng rou 血生肉). L'astragale aide à expulser le pus et est un remède sacré pour les abcès purulents (Lorsque le qi toxique se transforme en pus, le renforcement du qi permet de favoriser la suppuration. Si un abcès ne peut pas produire de pus, la situation est critique et peut être incurable. Il en va de même pour les maladies liées à la variole dòuzhèng 痘症). Il est indiqué dans les cas où la variole ne se développe pas et où le yang est affaibli sans chaleur. (Wang Ji 汪機 de Xin'an, pour traiter la variole lorsqu'elle ne se développe pas en raison d'une insuffisance du yang et de la froideur, utilisait la décoction des quatre gentlemen (sijunzi tang 四君子湯) à laquelle il ajoutait de l'astragale et de la plante zicao 紫草, obtenant ainsi de bons résultats. Cependant, il y avait des cas de mort par dessèchement et flétrissement, qu'il attribuait à une mauvaise prescription. Il y réfléchit intensément jusqu'à en perdre le sommeil et l'appétit, puis réalisa soudain que le Bai Zhu assèche l'humidité 白朮燥濕 et le Fuling 茯苓 [Poria cocos] draine l'eau, ce qui entrave l'écoulement du liquide de la variole). 
 Wang Haogu dit : « L'astragale (huangqi) renforce le weiqi (énergie défensive) et agit comme un médicament pour la surface (biaoyao 表药) ; il tonifie la rate et l'estomac, étant ainsi un médicament pour le centre (zhōngzhōu yào 中州药) ; il traite les cas de pouls du chi [chimai 尺脉 pouls cubital]) qui ne se manifeste pas lors du froid intense, et renforce l'énergie originelle des reins, agissant ainsi comme un médicament pour l'intérieur (liyao 里药). » »

— (Traduction de ChatGPT4o)
La notice continue ainsi à développer des explications purement formelles, dans un langage classique très concis, fait d’abréviations, d’aphorismes, débouchant en une forme d’ésotérisme.
À l’origine le Bencao beiyao ne comportait pas d’illustration. Ce n’est que dans les éditions ultérieures qu’apparurent des illustrations. Wang Ang lui-même, à l’âge de quatre-vingts ans, réalisa l’édition révisée de son œuvre, avec 60 descriptions de drogues supplémentaires